# Архітектура Ізраїлю

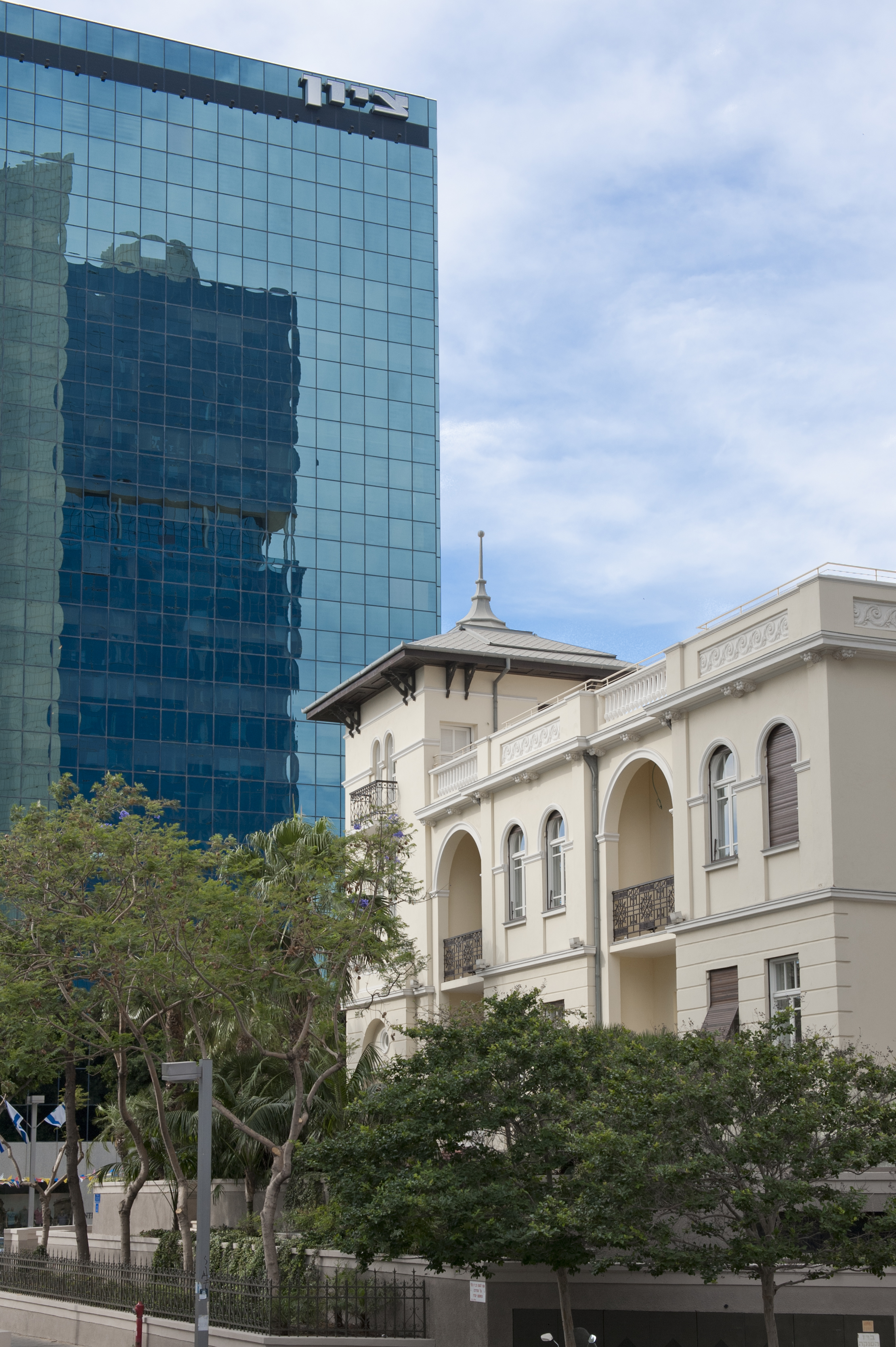
Колишнє російське посольство на бульварі Ротшильд поряд зі скляним хмарочосом

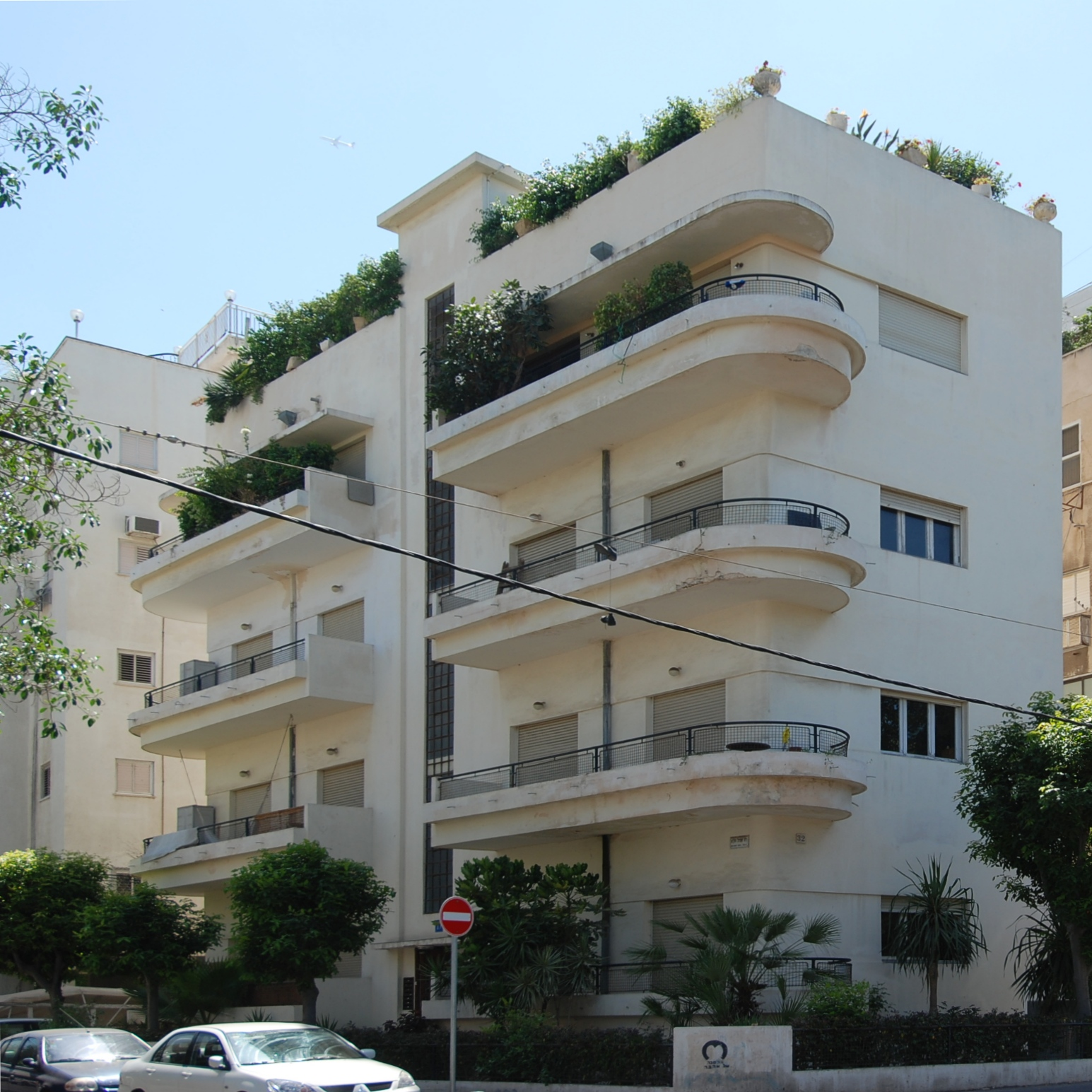
Класичний будинок у стилі баугауз, частина ансамблю Білого Міста Тель-Авіва — об'єкту Всесвітньої культурної спадщини ЮНЕСКО

Архітектура Ізраїлю зазнала впливу різних архітектурних стилів, принесених до країни представниками різних націй та частково пристосованих до місцевого ландшафту та клімату. До різноманітних елементів архітектури країни належать як укріплені замки хрестоносців, ісламські медресе, візантійські церкви, колишні будинки темплерів, арабські арки та мінарети, куполи російських православних церков, так і сучасні будівлі у стилі баугауз, бетонні бруталістичні споруди та високі скляні хмарочоси.

## Архітектурні стилі
Араби будували на схилах пагорбів невеликі кам'яні споруди з пласкими або купольними дахами. Хрестоносці розташовували свої фортеці на стратегічно важливих вершинах пагорбів. Християни будували церкви, щоб позначити місця, якими ходив Ісус. Темплери споруджували собі оселі з черепичними дахами на кшталт тих, які були у німецьких селах. За часів Британського мандату в Палестині було ухвалено закон, згідно з яким усі будівлі в Єрусалимі мали бути з білого єрусалимського каменю. Також передбачалося створення садів у передмістях.
У перші роки існування незалежної держави Ізраїль в країні для розміщення нових імігрантів було збудовано низку панельних багатоповерхівок, які мали замінити хижі, табори репатріантів маабарот та інші тимчасові споруди. У 2003 році ЮНЕСКО оголосило Біле Місто Тель-Авіва, яке отримало свою назву 1984 року, об'єктом всесвітньої культурної спадщини за «визначний приклад нового містобудування та архітектури початку ХХ століття».
Оскільки в останній час вартість нерухомості в Ізраїлі підвищилася, по всій країні почалось будівництво хмарочосів. Хмарочос Моше Авів у місті Рамат-Ґан наразі є найвищою будівлею в Ізраїлі.

## Провідні архітектори
Через початок зміни політичного клімату у Центральній Європи за часів Першої Світової війни та розвиток сіоністської ідеї про відродження своєї історичної батьківщини багато єврейських архітекторів з усієї Європи емігрували до Палестини у 1900-30-х рр. Найбільш іновативні проекти з'являлися за часів Британського мандату (1920-48 рр.), зокрема план Тель-Авіва, розроблений у 1925 році архітектором Патриком Геддесом; за його проектом у місті мала з'явитися низка будівель стилю баугауз. Серед архітекторів, які того часу виїхали до Палестини та побудували там кар'єру, зокрема були Єгуда Магідович, Шмуель Местечкін, Люціан Корнгольд, Яків Орнштейн, Соломон Гепштейн, Йозеф Нойфельд та Геня Гідеоні.
Видатними архітекторами початку 1950-х років були Дов Кармі, Зеєв Рехтер та Ар'є Шарон. Рудольф (Реувен) Тростлер відіграв важливу роль у створенні ранніх промислових будівель країни. Дора Гад розробила проект інтер'єрів Кнесета, Музею Ізраїлю, перших великих готелів країни, Національної бібліотеки Ізраїлю, літаків компанії El Al та пасажирських суден компанії Zim. Амнон Нів спроектував хмарочос Моше Авів — найвищу будівлю країни. Давид Резнік — ізраїльський архітектор бразильського походження, який здобув Премію Ізраїлю в галузі архітектури та Премію Рехтера за дизайн визначних споруд Єрусалиму: синагоги Гольдштейна та філіалу Університету Брігама Янга на горі Скопус.

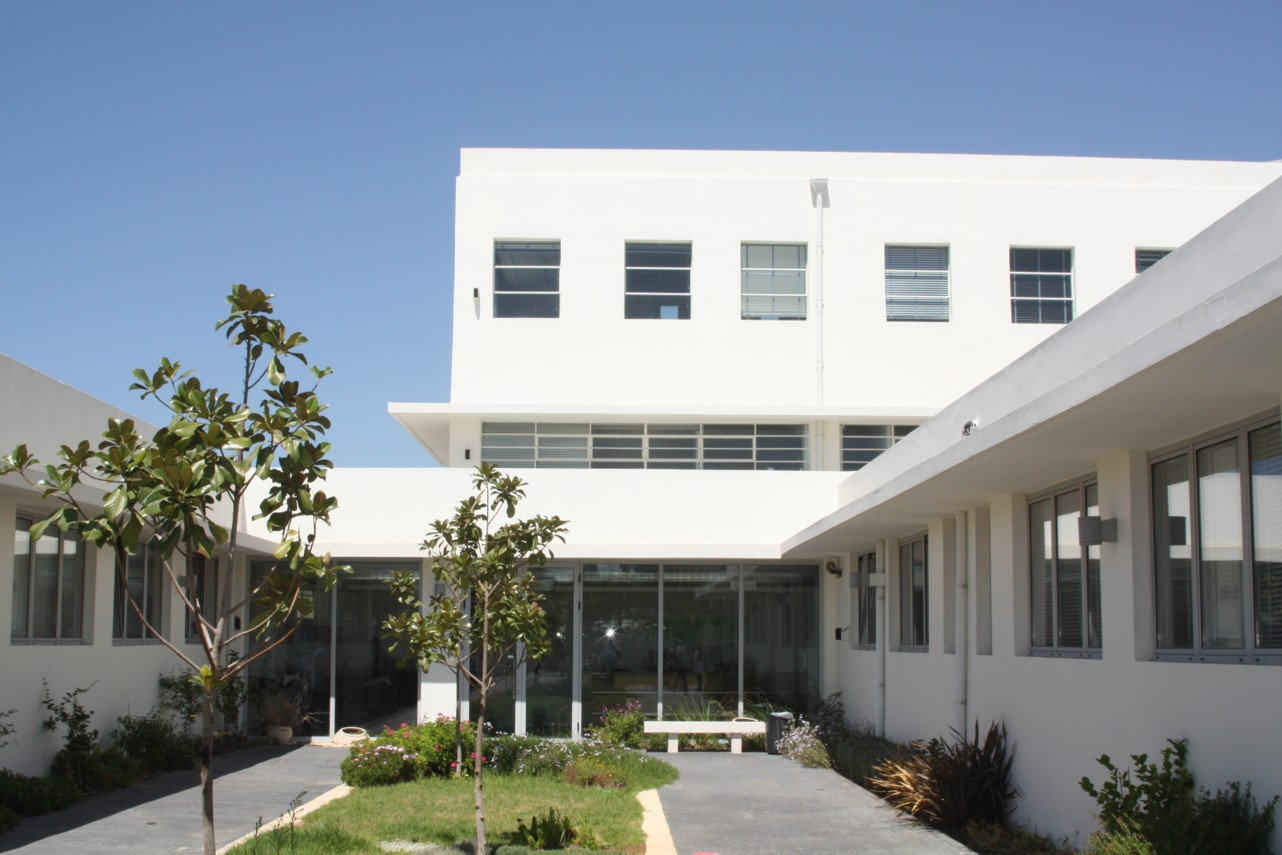
Будівля у стилі баугауз в Єрусалимі

## Історичний розвиток

### Традиційні сільські будинки

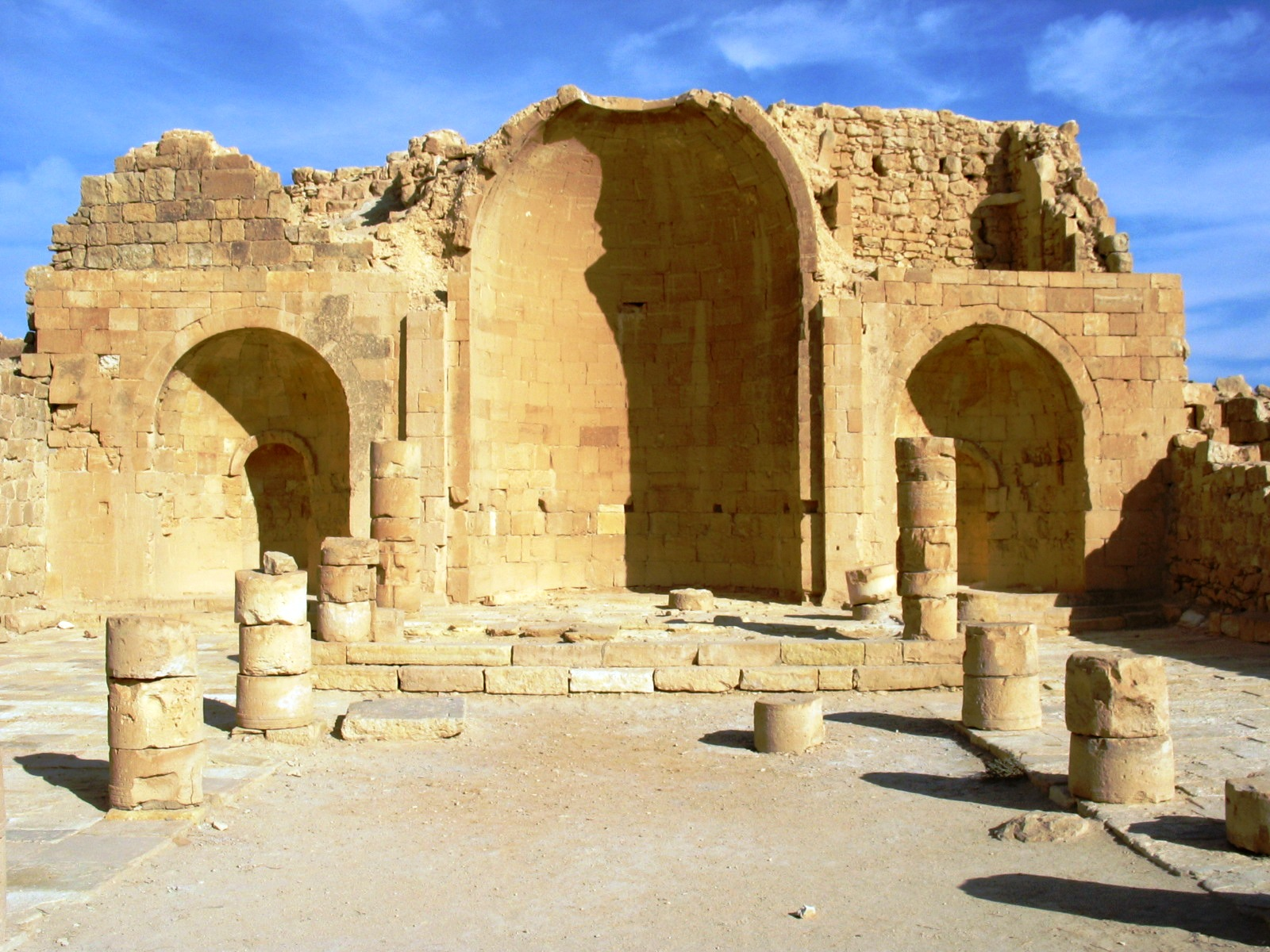
Давній храм в пустелі Негев

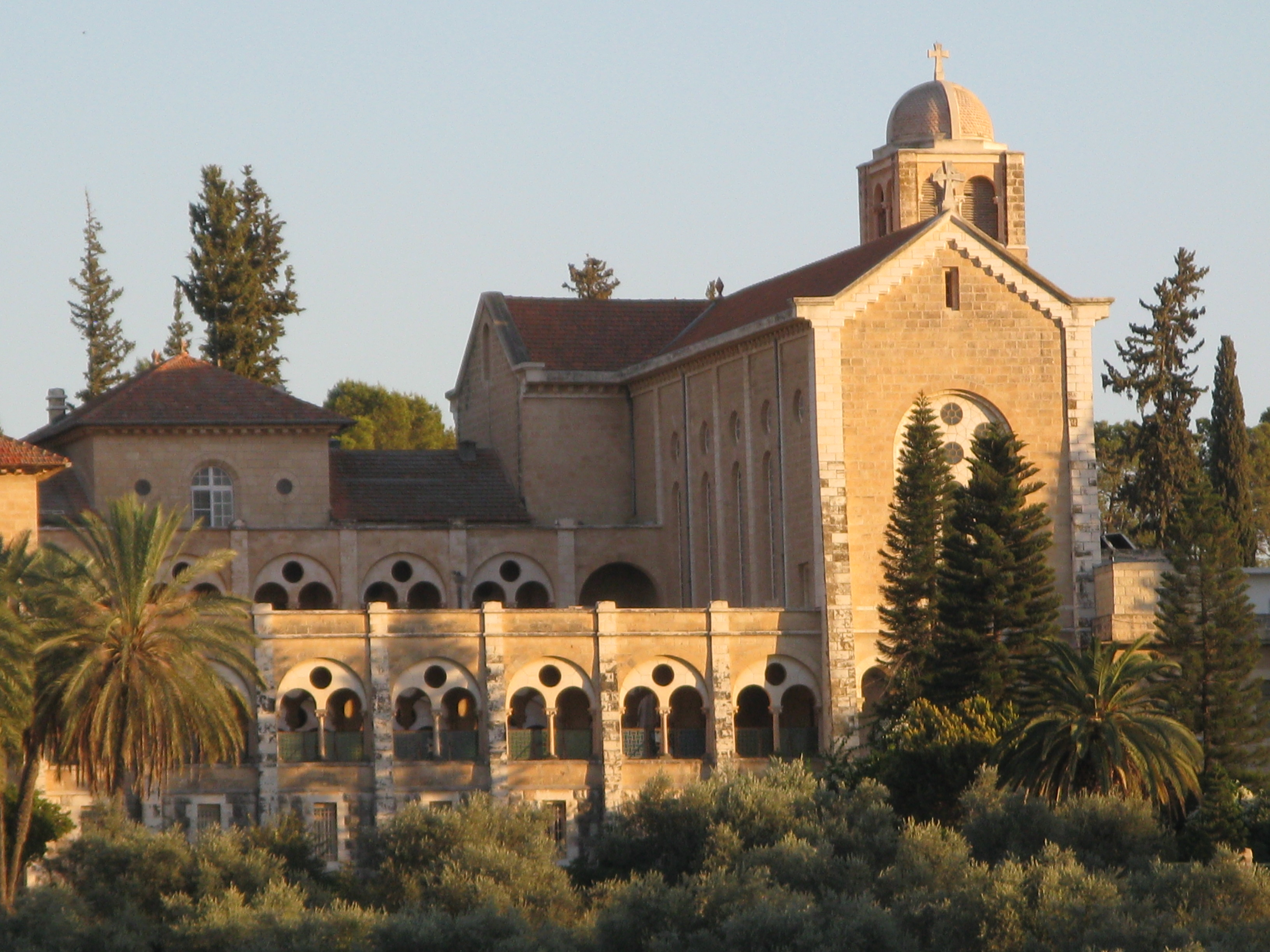
Латрунський монастир

До кінця ХІХ століття традиційні арабські будинки у селах колишньої Палестини складалися з кімнат без перегородок, розділених на рівні згідно з різноманітними функціями, які виконувалися в будинку:
- Равіє (Rawiyeh) — нижній рівень на висоті двору, що вважався «брудною» частиною оселі та використовувався для зберігання продуктів і утримання худоби;
- Мастабе (Mastabeh) — вищий житловий рівень, що використовувався для сну, їжї, прийому гостей та зберігання особистих речей;
- Сіда (sida), або галерея — ще один житловий рівень над мастабе, використовувався переважно для сну.[7]

Характерною ознакою таких житлових будівель другої половини ХІХ століття є хрещате склепіння над традиційним будинком, який створював простір між поверхом із худобою та житловою частиною приміщення. До кожної частини будівлі робився окремий вхід.

### Укріплені будинки
Укріплені будинки зазвичай будувалися за межами сіл. Вони мали два поверхи: піднятий цокольний поверх з маленькими вікнами використовувався для утримання худоби та зберігання речей, а на окремому поверсі з великими вікнами та балконами проживали мешканці будинку. Окрім цього у дворі знаходилось невелике приміщення для зберігання речей, у якому іноді знаходився табун — піч для випікання хліба.

### Фермерські будинки
Для спорудження фермерських будинків використовувалися перші модерні будівельні технології. Характерними для них були залізні балки та бетонні дахи, вкриті черепицею. Ще у таких будинках були балкони, з яких відкривався краєвид на навколишню місцевість, та широкі двері.

### Модерні будівлі (часи Британського мандату)

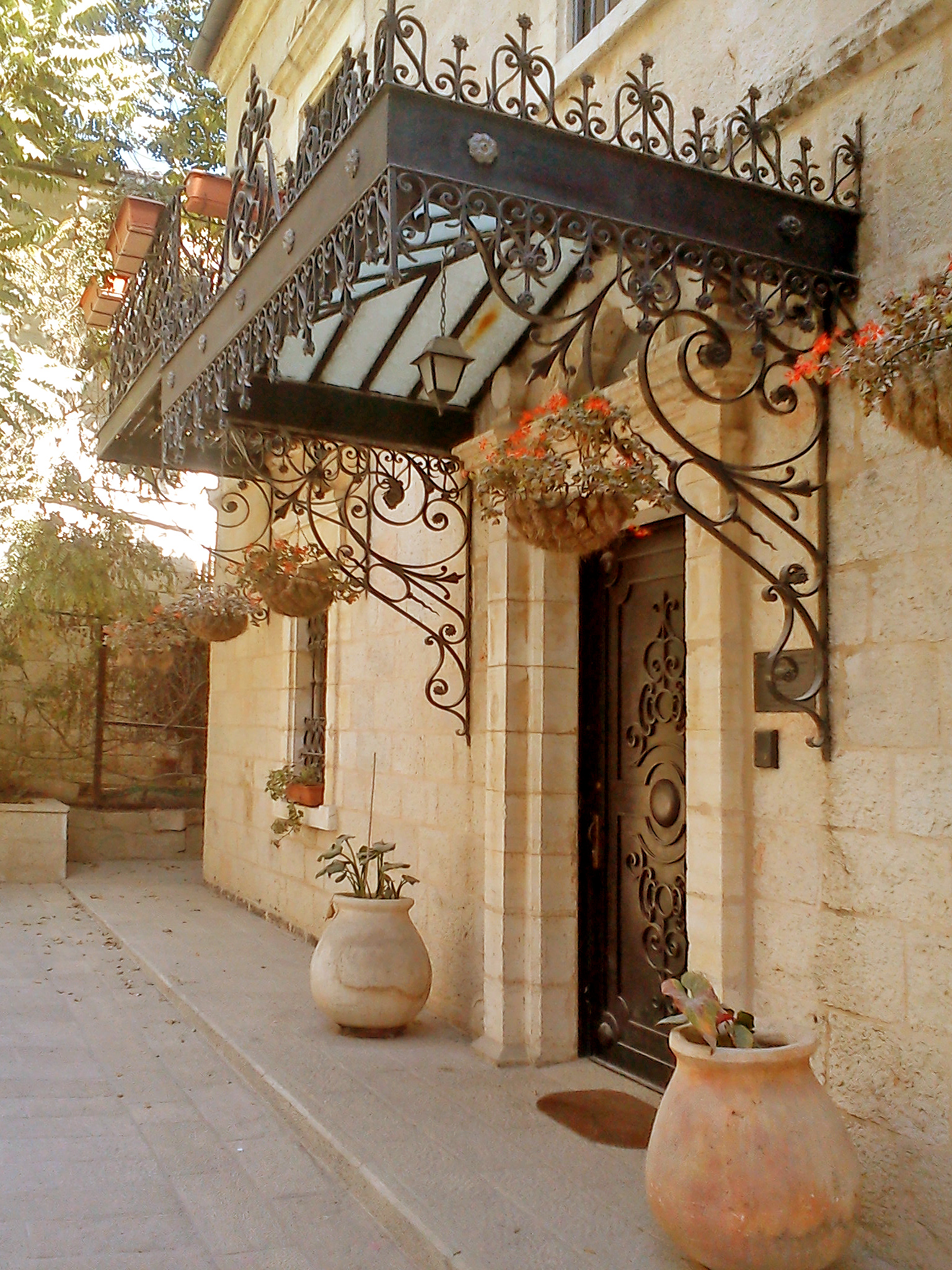
Будівля з металевим оздобленням, облицьована єрусалимським каменем

За часів Британського мандату у містах почалось будівництво модерних архітектурних споруд. Вони мали пласкі дахи та прямокутні двері, а їх підлогу зазвичай викладали керамічною плиткою.

### Біоморфізм та блоб-архітектура

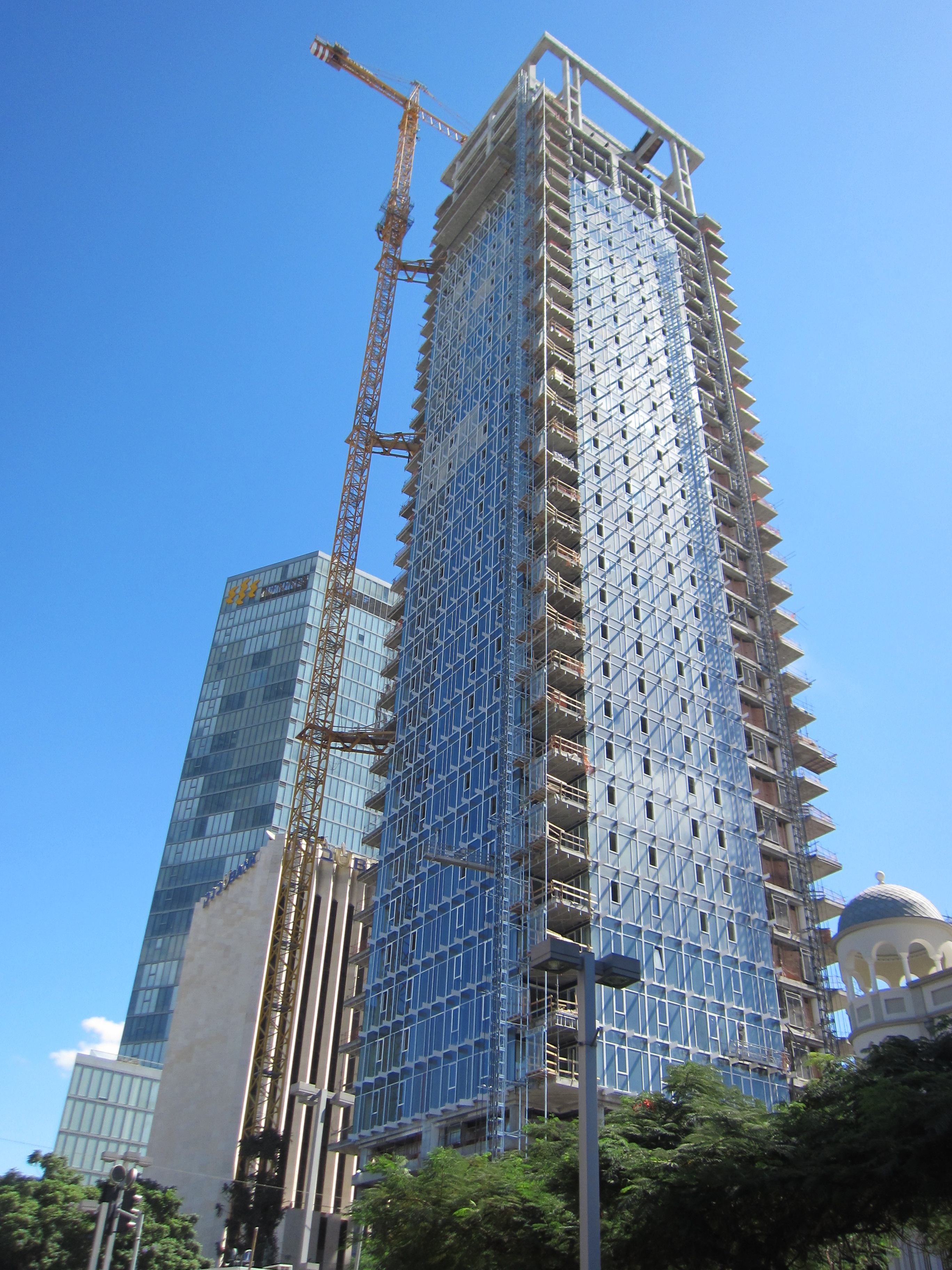
Хмарочос «Мейєр на бульварі Ротшильд» — найвища житлова споруда Тель-Авіва

Будівля авторства Ефраїма Пав'є у поселенні Неве-Даніель є одним із небагатьох в Ізраїлі зразків негеометричної архітектури біоморфізму (блоб-архітектури). Йонатан Канті, журналіст ізраїльського щоденного видання «Ма'арив», порівняв архітектурний стиль Пав'є з футуризмом будівлі TWA Flight Center, збудованої Ееро Сааріненом.

### Кінотеатри
Архітектурний стиль кінотеатрів Тель-Авіва певною мірою є відображенням історії архітектури всього Ізраїлю: перший кінотеатр, «Еден», відкритий у 1914 році, був зразком еклектичного стилю — модного на той час поєднання арабських та європейських традицій. Кінотеатр «Муграбі», спроектований у 1930 році, було збудовано у стилі ар-деко. Наприкінці 1930-х рр. кінотеатри «Естер», «Хен» та «Алленбі» були яскравими прикладами стилю баугауз. У 1950-60-х рр. зразком бруталізму став кінотеатр «Тамар», споруджений всередині істориічної будівлі компанії Solel Boneh на вулиці Алленбі.

## Архітектурна політика
Постійно існуюча загроза з боку конкуруючих ідеологій є причиною того, що архітектура часто використовується як потужний засіб визначення того, кто керує Ізраїлем та використовує його територію. Ейяль Вейцман надає детальний коментар з приводу того, як через архітектурні елементи будівель виражається співвідношення сил у країні.

## Держава Ізраїль
З 1948 року серед архітектурних споруд в Ізраїлі переважали житлові будівлі, призначені для розміщення нових імігрантів. Бетонні будівлі у стилі бруталізму добре підходили для цієї місцевості через жорсткий клімат країни та брак природних будівельних матеріалів. Муніципальні закони у Єрусалимі вимагають того, щоб всі будівлі було облицьовано місцевим єрусалимським каменем.
Ця постанова бере свій початок з часів Британського мандату та губернаторства Рональда Сторрза; вона була частиною генерального плану міста, створеного у 1918 році Вільямом Макліном, інженером-будівельником міста Александрія.

## Музеї та архіви
У 2008 році в Тель-Авіві відкрився невеликий музей баугаузу. Музей архітектури Муніо Гітая Вайнрауба було відкрито в Хайфі у 2012 році.